# Kernkraftwerk Belojarsk
Das Kernkraftwerk Belojarsk (russisch Белоярская АЭС [anhörenⓘ], Abkürzung БАЭС, BAES) liegt östlich des Urals, 50 km von der Millionenstadt Jekaterinburg entfernt, bei Saretschny. Es war das erste zivile Kernkraftwerk der Sowjetunion und hat insgesamt vier Blöcke. Das Kraftwerk bezieht sein Kühlwasser aus der zu diesem Zweck an der Pyschma angelegten Belojarsker Talsperre, die während des Baus der Blöcke 1 und 2 zwischen 1958 und 1961 entstand. Die Blöcke 3 und 4 enthalten die weltweit einzigen schnellen Brutreaktoren in kommerziellem Betrieb (Stand: 2024). Im Verlauf der Jahre kam es zu verschiedenen Störfällen.

## Geschichte
Das Kraftwerk in der heutigen Form wurde seit 1964 gebaut. Es wird auch Kernkraftwerk Igor Kurtschatow (nach dem Akademiemitglied Igor Wassiljewitsch Kurtschatow) genannt. Seit der Inbetriebnahme hat das Kraftwerk fünfmal den Titel Bestes Kernkraftwerk Russlands gewonnen und 1980 den Orden des Roten Banners der Arbeit erhalten. Die Reaktoren 1 und 2, die mittlerweile stillgelegt sind, befinden sich in der Rückbauphase. Die kontaminierten Bauteile sollen kraftwerksnah langfristig eingelagert werden. Im Oktober 2017 wurde der verbrauchte Kernbrennstoff der Reaktoren 1 und 2 zur Wiederaufbereitung in die Kerntechnische Anlage Majak transportiert.
Das Kernkraftwerk erzeugt ungefähr 10 % der elektrischen Energie für die Oblast Swerdlowsk. Im Jahr 2008 waren rund 2000 Menschen im Kernkraftwerk angestellt. Auf dem Gelände des Kraftwerkes befindet sich außerdem der Forschungsreaktor IWW-2M.

## Block 1

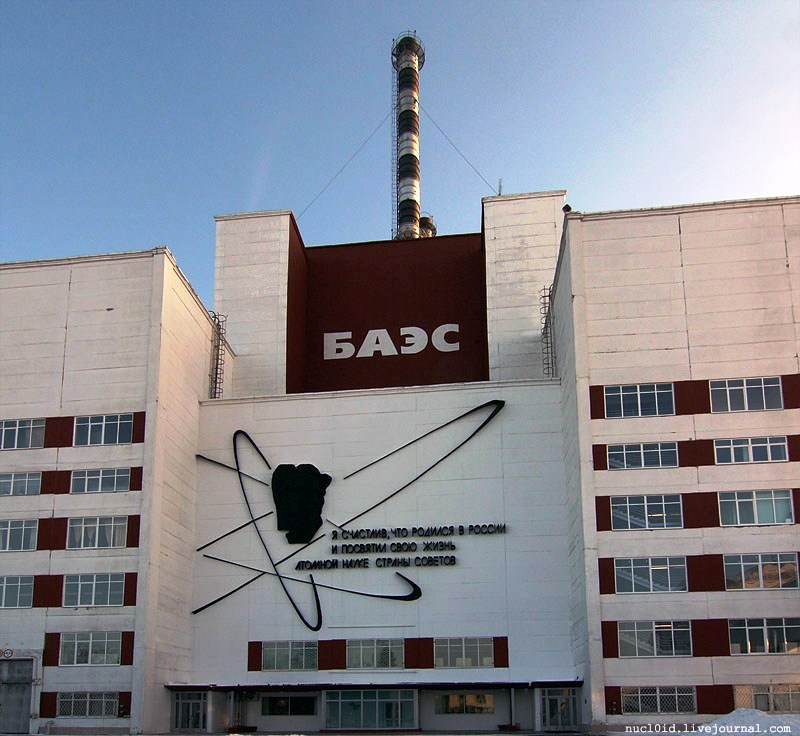
Das Reaktorgebäude (Block 1 und 2) von außen

Am 26. April 1964 wurde in Saretschny ein AMB-Reaktor erstmals mit dem Netz synchronisiert. Dieser Reaktortyp ist einer der Vorgänger des RBMK. Der Reaktor wurde am 1. September 1963 zum ersten Mal kritisch. Der Reaktor hatte eine elektrische Leistung von 100 MW. Er wurde 1983 stillgelegt.

### Störfälle
Zwischen 1964 und 1979 kam es zu mehreren Zerstörungen der Brennstoffkanäle im Reaktor von Block 1. Jeder dieser Vorfälle führte zu einer signifikanten Strahlenexposition des Personals.

## Block 2
Am 29. Dezember 1967 nahm der zweite Block des Kernkraftwerks seinen Betrieb auf. Dieser war ebenfalls ein graphitmoderierter Druckröhrenreaktor vom Typ AMB, allerdings mit einer Leistung von 200 MW. Zum ersten Mal kritisch wurde er am 10. Oktober 1967. Der Reaktor wurde nach einer 23-jährigen Betriebszeit schließlich 1990 stillgelegt, da er die neuen Sicherheitsvorgaben nach der Katastrophe von Tschernobyl nicht erfüllte.

### Betriebsergebnis
| Jahr | Millionen Kilowatt- stunden |
| ---- | --------------------------- |
| 1987 | 1.028,0                     |
| 1988 | 874,1                       |
| 1989 | 771,5                       |

Der Reaktor war im Jahr 1987 6966 Stunden am Netz und lieferte dabei 1.028 Gigawattstunden. Im Jahr 1989 war das Kraftwerk 5263 Stunden am Netz und lieferte dabei 771,5 Gigawattstunden.
Bei seiner Abschaltung im Jahr 1989 hatte der Reaktor insgesamt 22.009 Gigawattstunden Strom produziert.

### Störfälle
Im Jahr 1977 schmolzen 50 % der Brennstoffkanäle im Kern von Block 2. Die Reparatur des Reaktors dauerte etwa ein Jahr und verursachte eine hohe Strahlenbelastung des Personals. Am 31. Dezember 1978 brach ein großer Brand in Block 2 aus. Der Brand wurde durch das Herabfallen einer Abdeckplatte des Maschinenhauses auf den Turbinenöltank ausgelöst. Acht Personen erhielten hohe Strahlendosen während Arbeiten an der Notkühlung des Kerns.

## Block 3

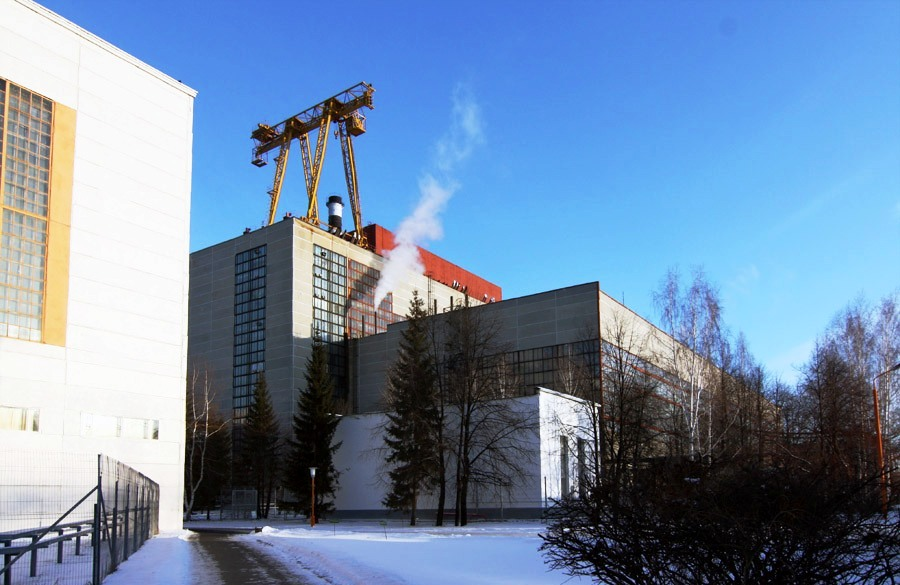
Block 3

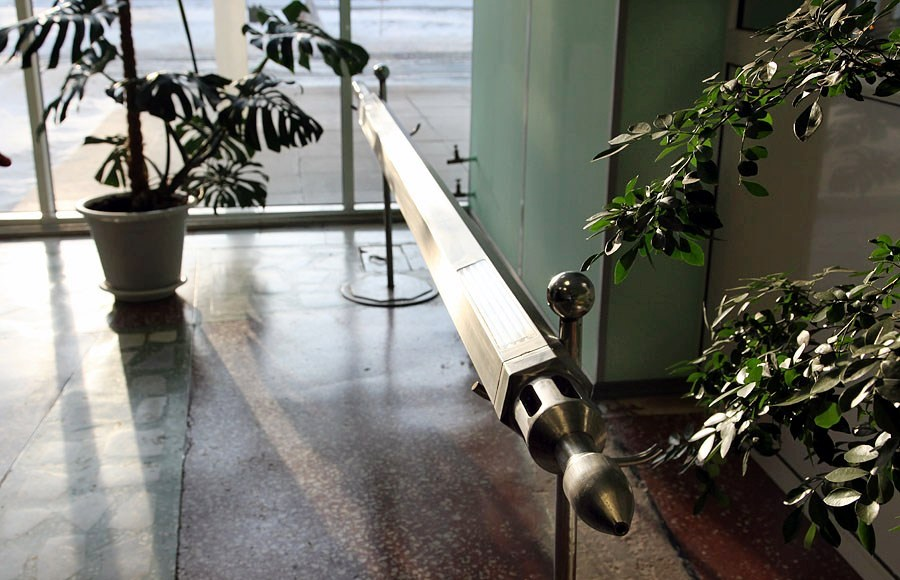
Brennelement des BN-600

1980 wurde ein schneller Brüter der russischen BN-Baureihe in Betrieb genommen. Dieser Reaktor war bis zur Inbetriebnahme von Block 4 der weltgrößte in Betrieb befindliche schnelle Brüter. Er ist der Nachfolger des BN-350 im Kernkraftwerk Aqtau (Kasachstan). Der Reaktor hat primärseitig drei mit Natrium betriebene Kühlkreisläufe, eine elektrische Bruttoleistung von 600 MW bei einer thermischen Leistung von 1470 MW und besitzt kein Containment. Die früher vom Betreiber Rosenergoatom geäußerte Werbeaussage, er sei einer der umweltfreundlichsten und sichersten Reaktoren der Welt, da er so gut wie keine krebserregenden Stoffe freisetze, wird mittlerweile nicht mehr aufrechterhalten. Diese Behauptung wurde auch schon seit längerem bestritten, u. a. von der Umweltschutzorganisation Bellona Foundation und der EU-Kommission.
Als Brennstoff verwendet der Reaktor hochangereichertes Uran mit einem Anreicherungsgrad von 17 bis 21 %. Die aktive Zone des Reaktors ist einen Meter hoch und hat einen Durchmesser von zwei Metern. Der Kühlmitteldurchsatz des Reaktors beträgt 25.000 t pro Stunde. Das Natrium verlässt den Reaktor mit bis zu 550 °C und überträgt die Wärme über sechs Wärmetauscher an den Sekundärkreislauf. Das Wasser wird in Dampf umgewandelt, auf 500 °C erwärmt und durch die 600-MW-Turbine geleitet.
1987 wurde die aktive Zone des Reaktors modernisiert. Dadurch konnte der Abbrand der Brennelemente von 6,9 % auf 6,5 % pro Jahr gesenkt werden. Von 1991 bis 1993 wurde die aktive Zone erneut modernisiert, wodurch der Abbrand weiter auf 6,0 % pro Jahr gesenkt werden konnte.
Die Abschaltung des Reaktors war ursprünglich für 2010 vorgesehen. Allerdings wurde der Reaktor mehrfach aufgerüstet und modernisiert, um eine Verlängerung der Betriebszeit bis ins Jahr 2040 zu ermöglichen.

### Betriebsergebnis
|      |                             |      |                             |
| Jahr | Millionen Kilowatt- stunden | Jahr | Millionen Kilowatt- stunden |
| 1982 | 2.771,0                     | 1999 | 3.721,0                     |
| 1983 | 3.545,2                     | 2000 | 3.565,8                     |
| 1984 | 3.584,1                     | 2001 | 3.891,1                     |
| 1985 | 3.561,8                     | 2002 | 3.774,4                     |
| 1986 | 3.500,7                     | 2003 | 3.693,2                     |
| 1987 | 3.894,9                     | 2004 | 3.927,6                     |
| 1988 | 3.762,1                     | 2005 | 3.802,7                     |
| 1989 | 3.694,4                     | 2006 | 3.844,9                     |
| 1990 | 3.198,0                     | 2007 | 3.798,4                     |
| 1991 | 3.393,9                     | 2008 | 3.781,0                     |
| 1992 | 4.094,9                     | 2009 | 3.736,6                     |
| 1993 | 3.914,9                     | 2010 | 3.669,8                     |
| 1994 | 3.810,6                     | 2011 | 3.968,7                     |
| 1995 | 3.413,2                     | 2012 | 3.975,5                     |
| 1996 | 3.722,3                     | 2013 | 3.841,1                     |
| 1997 | 3.545,8                     | 2014 | 4.222,9                     |
| 1998 | 2.335,3                     | 2015 | 4.220,2                     |

Das beste Betriebsjahr mit der höchsten Verfügbarkeitsrate war 1992 mit bis zu 7449 Stunden Betrieb und mit der größten Stromproduktion seit Beginn des kommerziellen Betriebs mit 4095 Gigawattstunden. Das schlechteste Ergebnis wurde 1982 mit einer Verfügbarkeit von 5555 Betriebsstunden und einer Produktionsleistung von 2771 Gigawattstunden erreicht. Bis 2012 wies der BN-600 eine Verfügbarkeit von 74 % auf, 22 % der Zeit wurde für den Austausch von Brennelementen und für geplante Wartung und Kontrollen verwendet.
Im Jahr 1992, zehn Jahre nach Beginn des kommerziellen Betriebs, hatte der Reaktor bereits 43.976 Gigawattstunden Strom produziert. Bei seinem 20-jährigen Jubiläum im Jahr 2002 hatte der Reaktor eine Gesamtproduktion von 79.670 Gigawattstunden zu verzeichnen. Und bei seinem 30-jährigen Jubiläum im Jahr 2012 hatte der Reaktor eine Gesamtproduktion von 117.869 Gigawattstunden zu verzeichnen.

### Störfälle
Im Dezember 1992 gelangte radioaktiv kontaminiertes Wasser beim Umpumpen von radioaktiven Schlämmen vom Abfallbecken in das Kühlwasserbecken. Dabei sickerte das Wasser wegen eines undichten Sicherheitsfundaments in den Boden. Der Vorfall war ein INES-1-Ereignis.
Am 7. Oktober 1993 kam es zu einem Natriumleck in einer Leitung der Hilfssysteme. Dabei traten etwa 1000 Liter Natrium und geringe Mengen Radioaktivität aus. Der Reaktor wurde heruntergefahren. Es brach ein kleines Feuer in einem der Stromkreisläufe der Primärkühlung aus. Der Vorfall wurde auf der INES mit der Stufe 1 eingestuft.
Im November 1993, nur kurze Zeit nach dem Natriumleck, wurde der Block wegen erhöhter Strahlenwerte in der Abluftanlage heruntergefahren. Dies ist auf das Leck im Oktober zurückzuführen. Der Vorfall war ebenfalls ein INES-1-Ereignis.
Im Mai 1994 brach bei einer Generalüberholung ein Feuer aus, als Natrium in den Sekundärkreislauf lief und mit Wasser reagierte. Dabei wurde jedoch keine Radioaktivität in die Umwelt freigesetzt. Das Ereignis wurde mit INES 1 klassifiziert.
Im Juli 1995 kam es zu einem Natriumleck. Der Reaktor musste für zwei Wochen heruntergefahren werden.
Am 15. Dezember 1995 kam es zu einem veränderten Heliumdruck in einem der Kreisläufe, infolgedessen wurde der Reaktor heruntergefahren.
Am 25. März 1996 kam es nahe der Entsorgungseinrichtung zu einem Kurzschluss. Der Reaktor blieb weiterhin in Betrieb.
Im Juli 2007 schlug ein Blitz in eine Hochspannungsleitung in der Nähe des Kraftwerkes ein. Dadurch kam es zu einem vorübergehenden Leistungseinbruch.
Eine Liste der Vorfälle des BN-350 und BN-600 ist online abrufbar.

## Block 4

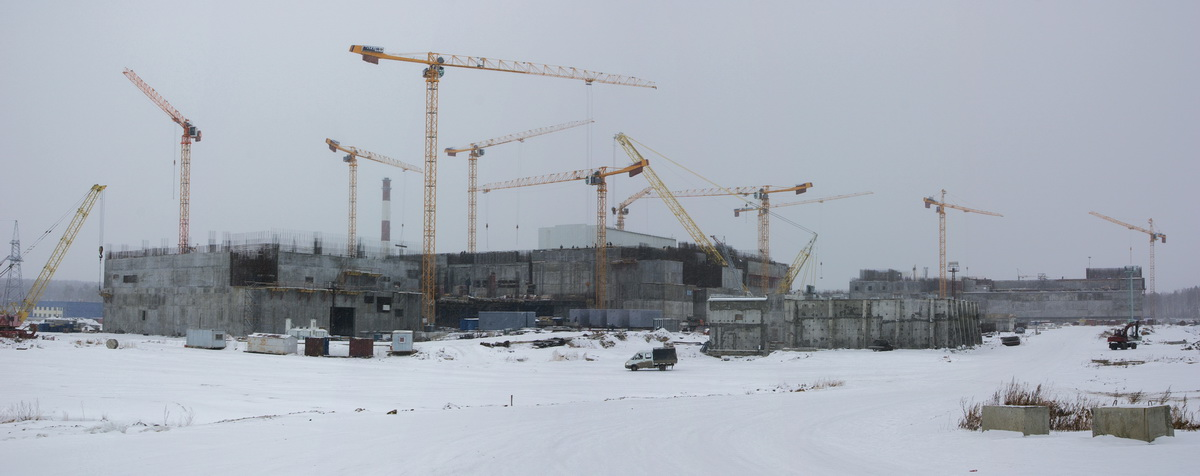
Bauarbeiten an Block 4

In den 1980er-Jahren wurde begonnen, einen vierten Block vom Typ BN-800 zu bauen. Wegen der Katastrophe von Tschernobyl wurde das Projekt 1986 eingefroren. 1997 wurde beschlossen, den Bau wieder aufzunehmen.
Seit 2006 war der BN-800 wieder in Bau. Seine elektrische Leistung ist auf 880 MWe und die thermische Leistung auf 2100 MWt festgelegt. Man erwartet sich von dem Brüter einen Brennstoffkreislauf in Russland. Der BN-800 soll als Prototyp für den BN-1200 dienen, dessen Errichtung ebenfalls in Belojarsk geplant ist. Der Bau des BN-800 wurde über den föderalen Haushalt sowie von Rosatom finanziert. Es handelt sich um einen der wenigen Reaktoren des Typs Generation IV und den ersten Reaktor dieses Typs, da der 1986 begonnene Bau des Kernkraftwerks Süd-Ural aufgrund finanzieller Probleme eingestellt wurde.
Am 7. Dezember 2007 wurden die ersten beiden Natriumtanks (das Kühlmittel) installiert und befüllt. Die Tanks haben eine Länge von 15 m, einen Durchmesser von 4 m und wiegen 54 t. Der Reaktor wurde seit Mitte 2015 kontinuierlich hochgefahren.

### Betriebsergebnis
| Jahr | Millionen Kilowatt- stunden |
| ---- | --------------------------- |
| 2015 | 34,6                        |

Am 10. November 2015 erhielt das Kernkraftwerk von der Aufsichtsbehörde Rostechnadzor die Erlaubnis zur Inbetriebnahme. Seit Ende 2015 läuft es im Leistungsbetrieb.

## Block 5
Rosenergoatom plant die Errichtung eines weiteren Reaktorblocks mit einem Reaktor vom Typ BN-1200. Dieser Reaktor soll als Prototyp für diese neue Baureihe dienen.

## Daten der Reaktorblöcke
Das Kernkraftwerk Belojarsk hat vier Blöcke, davon zwei aktiv. Ein fünfter Block befindet sich in Planung:
| Reaktorblock | Reaktortyp | Netto- leistung | Brutto- leistung | Baubeginn      | Netzsyn- chronisation | Kommer- zieller Betrieb | Abschal- tung  |
| ------------ | ---------- | --------------- | ---------------- | -------------- | --------------------- | ----------------------- | -------------- |
| Belojarsk 1  | AMB-100    | 102 MW          | 108 MW           | 01.06.1958     | 26.04.1964            | 26.04.1964              | 01.01.1983     |
| Belojarsk 2  | AMB-200    | 146 MW          | 160 MW           | 01.01.1962     | 29.12.1967            | 01.12.1969              | 01.01.1990     |
| Belojarsk 3  | BN-600     | 560 MW          | 600 MW           | 01.01.1969     | 08.04.1980            | 01.11.1981              | (2040 geplant) |
| Belojarsk 4  | BN-800     | 820 MW          | 885 MW           | 18.07.2006     | 10.12.2015            | 31.10.2016              |                |
| Belojarsk 5  | BN-1200    | 1130 MW         | 1220 MW          | (2025 geplant) | (2030 geplant)        |                         |                |